# 恩古山脈
5°33′15″S 37°28′20″E / 5.55417°S 37.47222°E
恩古山脈是坦桑尼亞的山脈，位於該國東北部坦噶區，屬於東部弧形山脈的一部分，覆蓋1,591平方公里，最高點海拔高度1,550米，有林地、草地和森林等植被。